# العروف (الحيمة الداخلية)

تعديل مصدري - تعديل

العروف هي إحدى قرى عزلة الحدب بمديرية الحيمة الداخلية التابعة لمحافظة صنعاء، بلغ تعداد سكانها 326 نسمة حسب تعداد اليمن لعام 2004.